# Abdulaziz Solmaz
Abdulaziz Solmaz (sinh 7 tháng 8 năm 1988) là một tiền vệ bóng đá Thổ Nhĩ Kỳ thi đấu cho Adanaspor. Anh ra mắt Süper Lig vào ngày 24 tháng 1 năm 2009.